# 2014年11月

## 11月1日
中日关系
- 日本海上保安厅消息指，在被列为世界自然遗产的小笠原群岛的附近海域，发现了212艘非法捕捞红珊瑚的中国渔船[1]。

科技
- 太空船2号坠毁。
- 嫦娥工程探月工程三期再入返回飞行试验器返回地面。

## 11月2日
選舉
- 2014年罗马尼亚总统选举進行第一輪投票。[2]

## 11月4日
選舉
- 2014年美國中期選舉進行投票，共和党奪得参议院的控制权。[3]

科技
- 斯坦福大学華裔物理學教授張首晟，因開創性理論貢獻導致拓撲絕緣體的發現，獲2015年富蘭克林獎章[4]。

## 11月8日
國際關係
- 美國聯邦政府證實北韓釋放先前被關押的裴埈皓（Kenneth Bae）和馬修·托德·米勒（Matthew Todd Miller）。目前已無美國人被北韓政府關押[5][6]。

## 11月10日
國際關係
- 2014年第26屆亞洲太平洋經濟合作組織（APEC）首腦會議在中華人民共和國首都北京開幕。

中韓關係
- 中華人民共和國主席習近平和大韓民國總統朴槿惠舉行首腦會談，宣佈中韓自由貿易協定談判達成目標。

## 11月11日
朝鮮半島
- 韓國政府宣佈从当天起停止对“世越号”沉船事故失踪者的搜救工作。[7]

## 11月12日
韓日關係
- 韓國外交部召見日本駐韓國大使館政務參贊，就韓國歌手李承哲在10月9日被日本拒絕入境一事要求解釋，日方以私隱為由拒絕[8]。

科技航太
- 羅塞塔號探測器攜帶的菲萊登陸器成功登陸楚留莫夫－格拉希門克彗星[9][10]。

## 11月15日
灾难
- 印尼群岛发生7.1级地震，震中位于印尼东部马鲁古群岛以北[11]。
- 四川成都郫县三道堰镇青杠樹村，一架飞行器坠毁，导致7人受伤[12]。

## 11月16日
- 美国人道主义救援工作者彼得·卡西格遭伊斯兰国斩首身亡[13][14]。

## 11月18日
- 西班牙國會通過決議，承認巴勒斯坦國。但此決議和10月14日英國的相同決議一樣，並無法律拘束力。[15]

## 11月23日
選舉
- 2014年突尼斯总统选举進行投票，由於無候選人取得過半數票，將於12月進行第二輪投票。

## 11月25日
武裝衝突
- 敘利亞政府軍空襲被伊斯蘭國佔領的拉卡，造成約100人死亡，包括至少52名平民。[16]

## 11月28日
恐怖襲撃
- 尼日利亞北部卡諾市一所清真寺受到懷疑由博科聖地發動的炸彈襲擊及槍擊，可能超過100人死亡。[17]

選舉
- 2014年納米比亞大選進行投票。[18]

## 11月29日
選舉
- 台灣九合一選舉進行投票，民主進步黨籍候選人贏得13位縣市長，台北市直轄市時期首任無黨籍民選市長柯文哲市長。

司法
- 开罗刑事法院作出判决，埃及前总统穆巴拉克涉嫌谋杀示威者案被判无罪。此外一同被起诉的7名穆巴拉克政府高官也被判无罪。[19]

## 11月30日
政治选举与公投
- 瑞士举行公投表决3项议题，包括黄金储备动议、限制移民人数以及废除向外国人征收统一税[20]，均被否决。